# 郑州地铁
郑州地铁，又名郑州轨道交通，是服务于中华人民共和国河南省郑州市的城市轨道交通系统。2013年12月28日，1号线开通试运营，郑州地铁成为中国大陆第17个、河南省第1个城市轨道交通系统。截至2024年12月，郑州地铁开通的线路共13条，运营里程约450公里，其中3号线由郑州中建深铁轨道交通有限公司运营，郑许线由河南郑许轨道交通有限公司运营，其他线路均由郑州地铁集团运营分公司运营。
郑州地铁远景年线网方案由21条线路组成，总长970.9公里，其中地铁线13条共505公里，市域快线8条共466公里。

## 历史

### “7401工程”
郑州修建地铁的历史最早可追溯至1974年，当时曾计划修建平战结合的地下主干道，平时用作地下铁道，战时用于城市防空疏散，称为“7401工程”。工程按规划分两期进行。第一期工程东起花园路口，经人民路、二七广场、解放路、伏牛路至电缆厂，全长近10公里。沿途六个车站、三条支线(通省委、市委及火车站)，并有通风机站、污水泵站、给水泵站等97项附属工程。车站为岛式和侧式两种，两车站之间设三道隔断门。当时，该工程是按单线地铁要求设计的，但预留有双线行车位置。第二期工程全长约10公里，以电缆厂为始点，经陇海马路、城东路、金水路，与第一期工程衔接，组成环形闭合干线。1975年6月，郑州部分企业单位开始1000米干道暗挖试验，1978年动用23个大中型企业单位投入全线建设。1980年工程下马解散，完成了位于碧沙岗公园西北角地下的一座地铁站，站址位于现时碧沙岗站东侧，站厅在1982年被改建作地下商场用途，并于1984年开业。目前该建筑为人防部门使用。

### 一期工程 （2000-2016）
2000年9月，郑州市开始编制城市轨道交通线网规划，其依据为1998年国务院批复的《郑州市城市总体规划（1995年~2010年）》，于2001年底基本完成。2003年10月下旬，郑州轻轨1号线一期工程“预可行性研究方案”正式通过国内城市轨道交通专家论证，郑州市轨道交通建设正式提上了日程。2006年上半年，郑州市组织编制了《郑州市城市快速轨道交通近期建设规划（2008～2015）》。将原来设想的“轻轨线”调整为“地铁线”，规划了郑州地铁“三横两纵一环”的框架性方案。在通过国家发改委、国家文物局、国家环保部等部委的审批后，2009年2月6日，该规划正式获得国务院批准。
该建设规划包括1号线一期和2号线一期，其中1号线为东西走向，2号线为南北走向，两条线分别于2009年6月6日和2010年12月28日正式开工。2013年12月28日，1号线一期正式开通试运营，郑州成为河南省首个开通地铁的城市。2016年8月19日，2号线一期开通试运营，与1号线形成十字形线网框架。
除此之外，为了加强郑州航空港实验区与郑州主城区的连接，促进航空港区的发展，南四环至郑州航空港站城郊铁路于2014年开工建设，并于2017年1月12日以城郊线的名义开通试运营并于2022年6月20日延伸。城郊线目前与2号线直通运营，形成连接郑州市区和新郑国际机场的机场联络轨道系统。根据未来规划，城郊线将成为郑州地铁9号线的一部分。

### 二期工程 （2014-2020）
2014年4月，国家发改委批复《郑州市城市轨道交通近期建设规划（2014-2020年）》。该规划包括1号线二期、2号线二期、3号线一期、4号线和5号线共5条线路，全长120.7公里。其中1号线二期和2号线二期分别于2014年7月和2016年12月开工建设。5号线为郑州地铁的第一条环线，于2014年12月18日正式开工土建工程。3号线一期和4号线也于2017年初全面开工建设。
2017年1月12日，1号线二期开通试运营，将1号线两端分别延伸至郑州高新技术产业开发区和龙子湖高校园区。
2019年5月20日，郑州地铁5号线开通试运营。同年12月28日，2号线二期开通。
2020年12月26日，3号线一期与4号线开通运营，标志着第二期规划的线路全部建成投用。

### 三期工程 （2019-2024）
为落实中原城市群发展战略，支撑郑州都市区空间结构布局，缓解城市交通拥堵，提高城市公共交通服务水平，国家发改委于2019年3月29日批复《郑州市城市轨道交通第三期建设规划（2019-2024年）》（发改基础〔2019〕599号文）。此建设规划包含3号线二期、6号线一期、7号线一期、8号线一期、12号线一期、14号线一期共7个项目，总长159.6公里。项目建成后，郑州市将形成总长约326.54公里的轨道交通网络。三期工程包括3号线二期、6号线一期、7号线一期、8号线一期、10号线一期、12号线一期、14号线一期共7条线，全长159.6公里。项目建成后，郑州市将形成总长约 326.54公里的轨道交通网络。
根据国家发改委批复的郑州市城市轨道交通第三期建设规划（2019-2024年），郑州市轨道交通远景年线网方案由21条线路组成，总长970.9公里，其中地铁线13条共505公里，市域快线8条共466公里。
第三期建设规划的线路中，因郑州市民公共文化服务区整体规划建设的需要，6号线一期的部分站点和14号线一期于2016年底先行开工，10号线一期也已于2017年以郑州至巩义市域铁路的名义开工。
2019年9月19日，郑州地铁14号线一期工程开通试运营。2022年9月30日，6号线一期工程西段（贾峪~常庄）开通初期运营。2023年9月8日，3号线二期工程开通运营。2023年9月28日，10号线一期工程开通初期运营。2023年12月20日，12号线一期工程开通初期运营。2024年11月30日，6号线一期工程东段开通初期运营。2024年12月28日，7号线一期工程與8号线一期工程开通初期运营。

## 运营线路
截至2024年12月，郑州地铁共开通1号线、2号线、3号线、4号线、5号线、6号线、7号线、8号线、城郊线、10号线、12号线、14号线和郑许线13条线路，运营里程约450公里。
|          |          |                |                |                |                           |                       |                             |              |                             |                          |
| 线路名称 | 线路名称 | 首段开通日期   | 最近延伸日期   | 起点站／终点站 | 起点站／终点站            | 车站数目              | 运营长度 （公里）           | 车型编组     | 车辆段 / 停车场             | 运营单位                 |
|          | 1号线    | 2013年12月28日 | 2019年11月21日 | 河南工业大学   | 河南大学新区              | 30                    | 41.20                       | 6B           | 郑东车辆段 凯旋路停车场     | 郑州地铁集团运营分公司   |
|          | 2号线    | 2016年8月19日  | 2019年12月28日 | 贾河           | 南四环/城郊线郑州航空港站 | 22                    | 30.89                       | 6B           | 城南车辆段 开元路停车场     | 郑州地铁集团运营分公司   |
|          | 3号线    | 2020年12月26日 | 2023年9月8日   | 省体育中心     | 滨河新城南                | 25                    | 31.80                       | 6A           | 航海东路车辆段 贾鲁河停车场 | 郑州中建深铁             |
|          | 4号线    | 2020年12月26日 | -              | 老鸦陈         | 郎庄                      | 27                    | 29.20                       | 6B           | 关陈车辆段 河西停车场       | 郑州地铁集团运营分公司   |
|          | 5号线    | 2019年5月20日  | -              | 环线           | 环线                      | 32                    | 40.40                       | 6A           | 中州大道车辆段 五龙口停车场 | 郑州地铁集团运营分公司   |
|          | 6号线    | 2022年9月30日  | 2024年11月30日 | 贾峪站         | 清华附中站                | 28                    | 43.41                       | 6A           | 贾峪停车场                  | 郑州地铁集团运营分公司   |
|          | 7号线    | 2024年12月29日 | -              | 东赵站         | 南岗刘站                  | 27                    | 26.8                        | 6A           | 南环车辆段 东赵停车场       | 郑州地铁集团运营分公司   |
|          | 8号线    | 2024年12月29日 | -              | 天健湖站       | 鲁庙站                    | 28                    | 51.78                       | 6A           | 圃田车辆段 梧桐街停车场     | 郑州地铁集团运营分公司   |
|          | 城郊线   | 2017年1月12日  | 2022年6月20日  | 南四环         | 郑州航空港站              | 18                    | 40.70                       | 6B           | 孟庄车辆段                  | 郑州地铁集团运营分公司   |
|          | 10号线   | 2023年9月28日  | -              | 郑州火车站     | 郑州西站                  | 12                    | 21.85                       | 6A           | 红石坡车辆段                | 郑州地铁集团运营分公司   |
|          | 12号线   | 2023年12月20日 | -              | 龙子湖东       | 梁湖                      | 11                    | 16.54                       | 6B           | 河西车辆段                  | 郑州地铁集团运营分公司   |
|          | 14号线   | 2019年9月19日  | 2023年5月12日  | 莲湖           | 须水                      | 5                     | 7.46                        | 6B           | 铁炉西车辆段                | 郑州地铁集团运营分公司   |
|          | 郑许线   | 2023年12月28日 | -              | 长安路北       | 许昌东站                  | 27 (全程) 16 (郑州段) | 67.12 (全程) 33.43 (郑州段) | 4B（预留6B） | 港区北车辆段 梅庄停车场     | 河南郑许轨道交通有限公司 |

注释
1. ↑  不含未启用的3号航站楼站
2. ↑  不含未启用的须水站
3. ↑  含不载客运营区间

### 线路一览

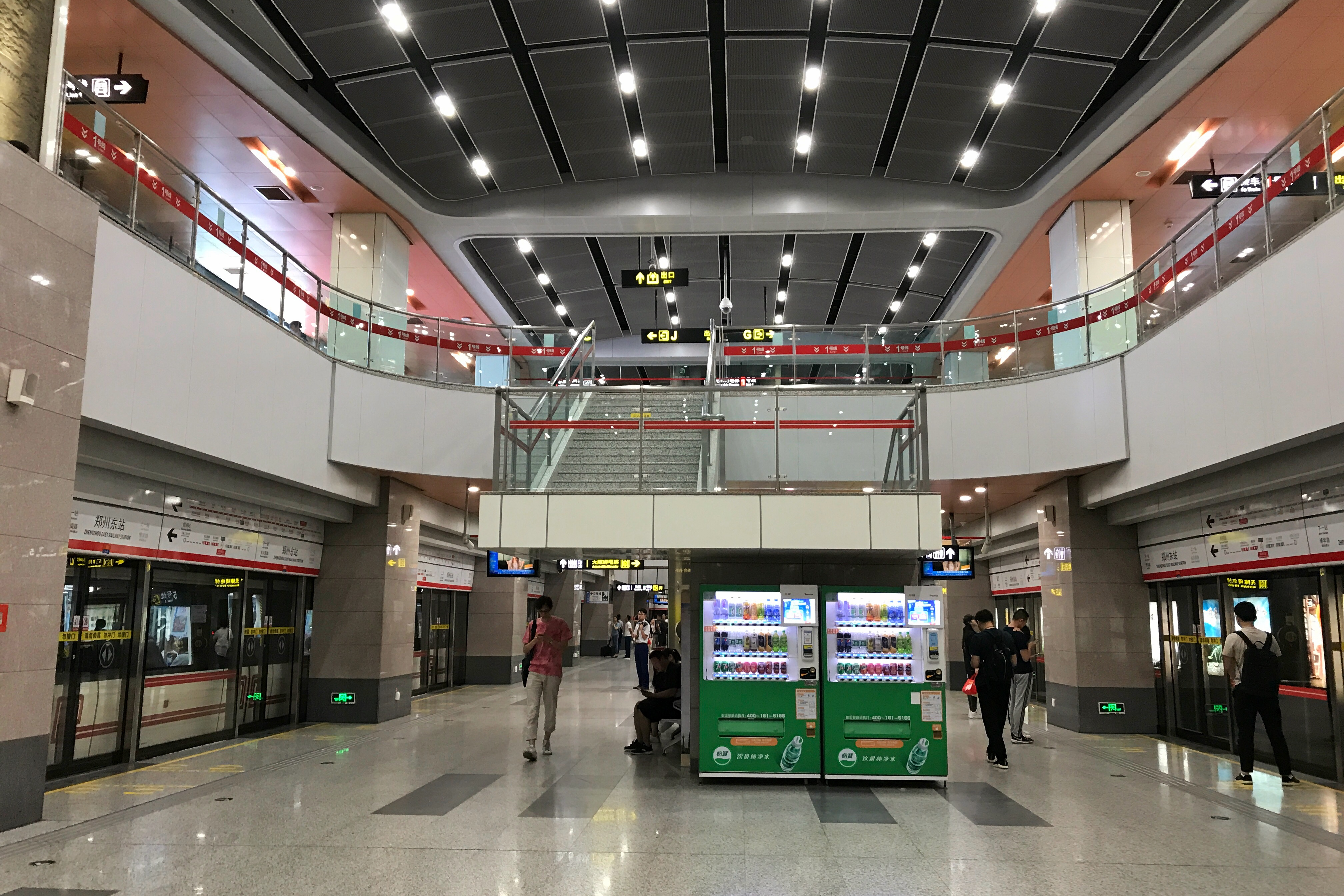
1号线郑州东站的挑空设计站台

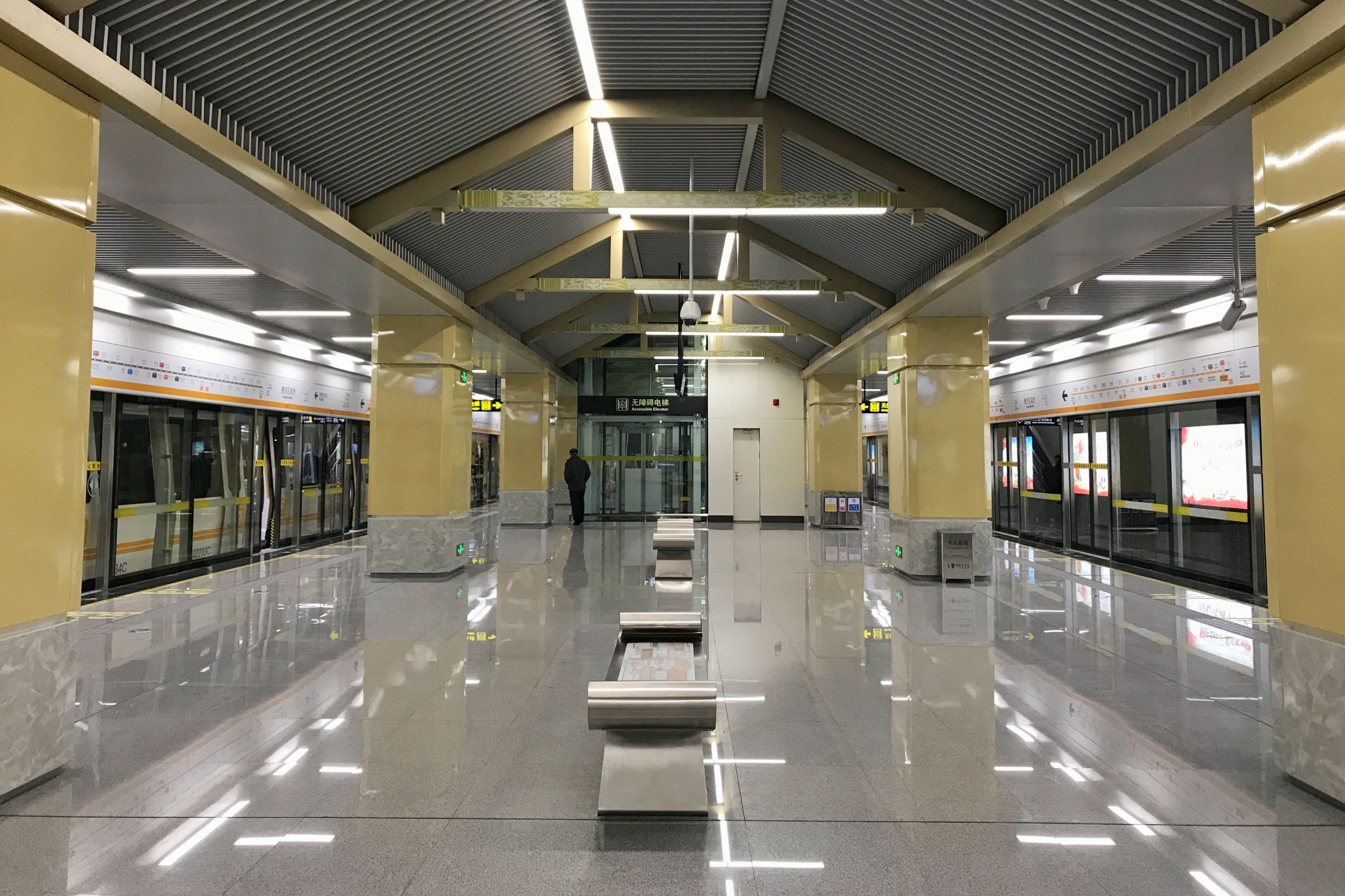
2号线惠济区政府站站台

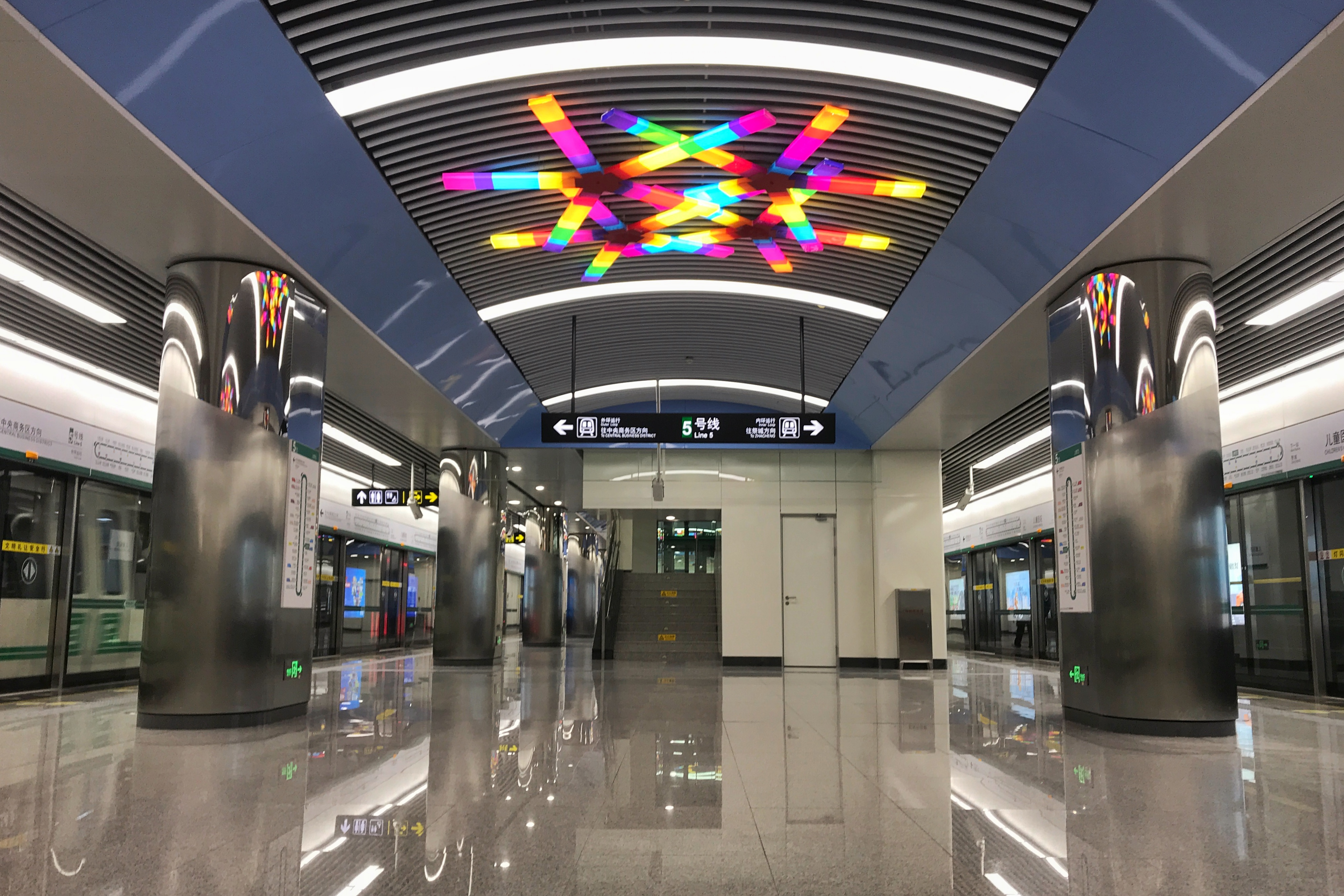
5号线儿童医院站站台

- 1号线是郑州地铁首条开通的线路，呈"U"型走向，连接郑州高新区、市中心、郑东新区、龙子湖高校园区，并串联起郑州站和郑州东站两大铁路枢纽站。1号线途径绿城广场、二七广场、紫荆山和郑东新区中央商务区等市内繁华地区，为郑州市区东西方向的主干线路。
- 2号线起于位于惠济区的贾河站，经开元路向西后沿花园路、紫荆山路向南，穿过陇海铁路、京广铁路，止于南四环，为纵贯市区南北的主干线路。目前，2号线与城郊线采用直通运营的模式，部分2号线列车会直通郑州航空港站。
- 3号线为西北 - 东南走向的线路，一期工程北起河南省体育中心，沿长兴路、南阳路、铭功路、解放路、西大街、东大街、郑汴路、商都路，止于位于郑州经济技术开发区的营岗，为连接惠济区、中心城区和经济技术开发区的主干线路。
- 4号线为倒“L”型走向的线路，主要服务金水区北部、郑东新区、管城回族区南部等地区，途经三全路、国基路、龙湖金融岛、郑东新区中央商务区等地。
- 5号线为围绕市中心的一条环线，贯穿郑东新区、金水区、中原区、二七区和管城回族区，并可与郑州地铁目前规划的绝大多数线路进行换乘。
- 6号线为连接市域西南与东北的线路，一期工程西端起自贾峪站，途径贾峪镇、洞林湖、马寨镇、郑州市民公共文化服务区等地后进入中心城区，沿淮河路地下向东，下穿京广铁路后途经苗圃、二里岗等地，至未来路后转向北，经过姚砦站后进入郑东新区北部，至清华附中站止。
- 7号线为市区加密线，一期工程南北向贯穿郑州主城区，北起位于惠济区的东赵，沿文化路、优胜南路、金水路、大学路敷设，止于二七区侯寨。
- 8号线为东西向的市域快线，一期工程西起位于高新区的天健湖站，东端止于位于中牟县的鲁庙站，途径高新区、中原区、金水区、郑东新区和中牟县等地。
- 城郊线为连接郑州市区和郑州航空港站的线路，沿途经过龙湖镇、郑州华南城、孟庄镇和郑州航空港区，目前与2号线贯通运营，形成连接郑州市区和新郑国际机场的机场联络轨道系统。遠期將與2號線拆分獨立為9号线。
- 10号线一期工程东起郑州火车站，西至郑州西站，规划向西延伸至荥阳与上街，为连接郑州主城区与西部卫星城的市域快线。
- 12号线一期工程自圣佛寺站至龙子湖东站，位于管城区、经开区与郑东新区区域内，整体呈南北-东西的L型走向。
- 14号线一期主要服务于市区西部的郑州市民文化服务区及周边区域，远期规划为贯通市区东西向的市域快线。
- 郑许线又称“郑许市域铁路”，线路起于郑州航空港区北部，经过新郑机场、航空港南部、长葛市与许昌市，向南止于许昌东站，为连接上述地区的市域快线。

### 通车时间表

郑州地铁各个年份的路线图（不含非载客运营区间）

- 2013年12月28日，1号线一期工程（西流湖站 - 市体育中心站）开通试运营[31]。
- 2016年8月19日，2号线一期工程（刘庄站 - 南四环站）开通试运营[33]。
- 2017年1月12日，1号线二期工程（河南工业大学站 - 西流湖站以及市体育中心站 - 河南大学新区站）以及城郊线一期工程（南四环站 - 新郑机场站）开通试运营[13]，其中1号线河南大学新区站、城郊线小乔站、华南城东站、港区北站和康平湖站暂缓开通[38]。
- 2017年11月16日，城郊线康平湖站启用[39]。
- 2019年5月20日，5号线开通初期运营[20]。
- 2019年9月19日，14号线一期工程（须水站 - 莲湖站）开通初期运营[25]，其中须水站、市民大道站和莲湖站暂缓开通。
- 2019年11月21日，1号线河南大学新区站启用[40][41]。
- 2019年12月28日，2号线二期工程（贾河站 - 刘庄站）开通初期运营[4]。
- 2020年12月12日，城郊线港区北站启用[42]。
- 2020年12月26日，3号线一期与4号线开通运营[21]。
- 2021年5月15日，5号线经北二路站启用[43]。
- 2021年6月26日，3号线圃田西站、营岗站启用[44]。
- 2022年3月1日，4号线金融岛北站、金融岛南站启用。
- 2022年6月20日，城郊线二期开通运营[45]。
- 2022年9月30日，6号线一期西段（贾峪站 - 常庄站）开通初期运营[27]。
- 2023年5月12日，14号线一期工程（莲湖站）启用[36]。
- 2023年9月8日，3号线二期工程开通运营[28]。
- 2023年9月22日，城郊线小乔站、华南城东站启用[46]。
- 2023年9月28日，10号线一期工程开通初期运营[47]。
- 2023年12月20日，12号线一期工程开通初期运营[48]。
- 2023年12月28日，郑许线开通运营[49]。
- 2024年11月30日，6号线一期东段（常庄站 - 清华附中站）开通初期运营。
- 2024年12月28日，7号线一期與8号线一期开通初期运营。

## 未来发展

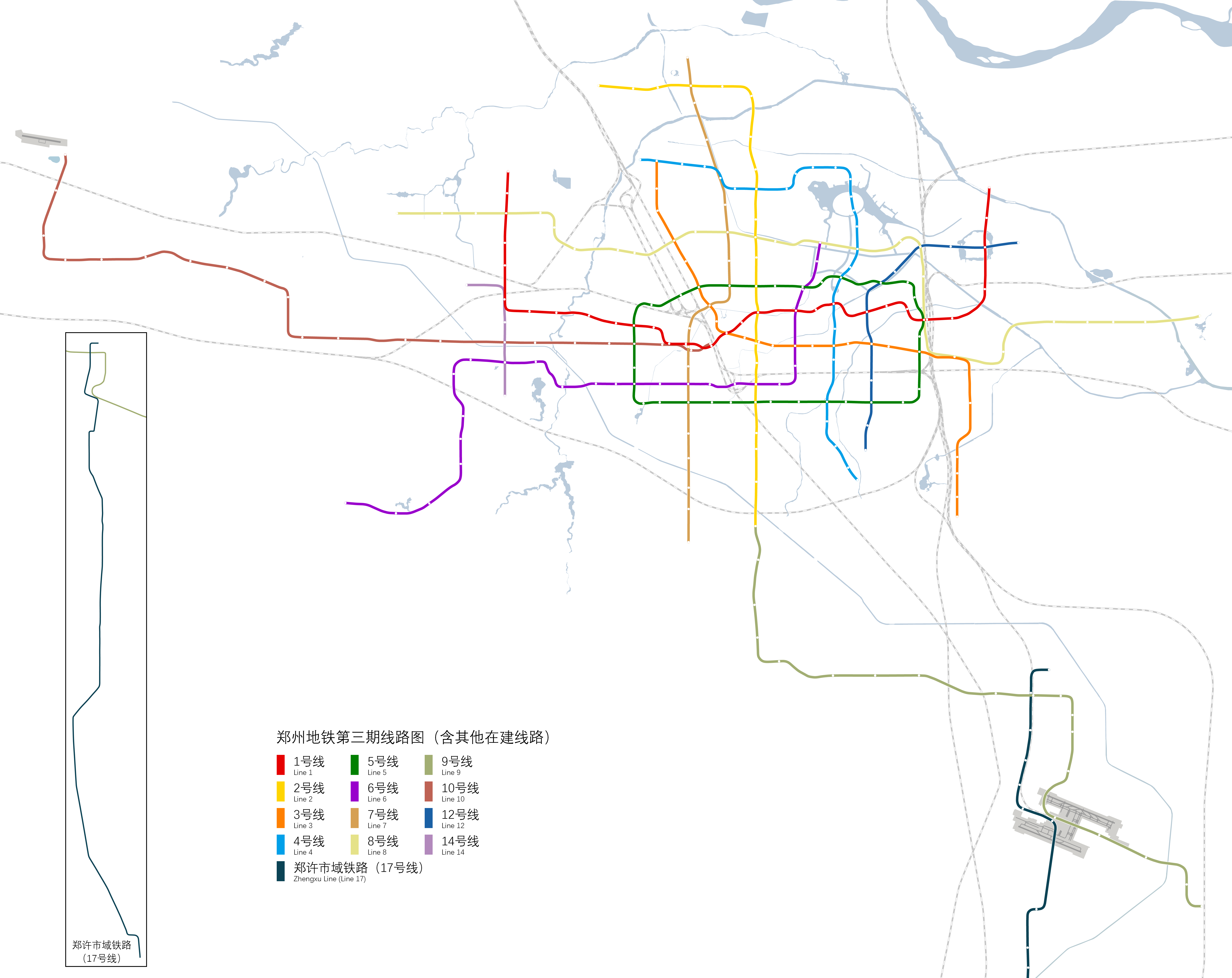
郑州地铁第三期规划路线图

截至2024年12月底，鄭州地铁無正在興建的線路，需待四期規劃批覆後才可進行建設。另外有部分车站仍处于待建设或待启用的状态：10號線二期工程的各車站已进行了基础施工，但隧道尚未进行盾构；7号线黄河博览馆站和城郊线3号航站楼站暂未建设，预留未来建设条件；14号线须水站已建成，但因车站周边基础设施未完善，暂未开通启用。
根据郑州市人民政府2025年5月批复的《郑州市城市轨道交通线网规划（2021—2035年）》，郑州地铁线网远期规划（至2035年）总里程约1235.7公里，包含22条线路（其中8条快线、14条普线）；远景展望（至2025年）总里程约1594.3公里，包含30条线路（其中9条快线、21条普线）。

## 硬體設施

### 車站
郑州地铁目前共有238座运营中的车站，其中包括32座换乘站。

### 车辆

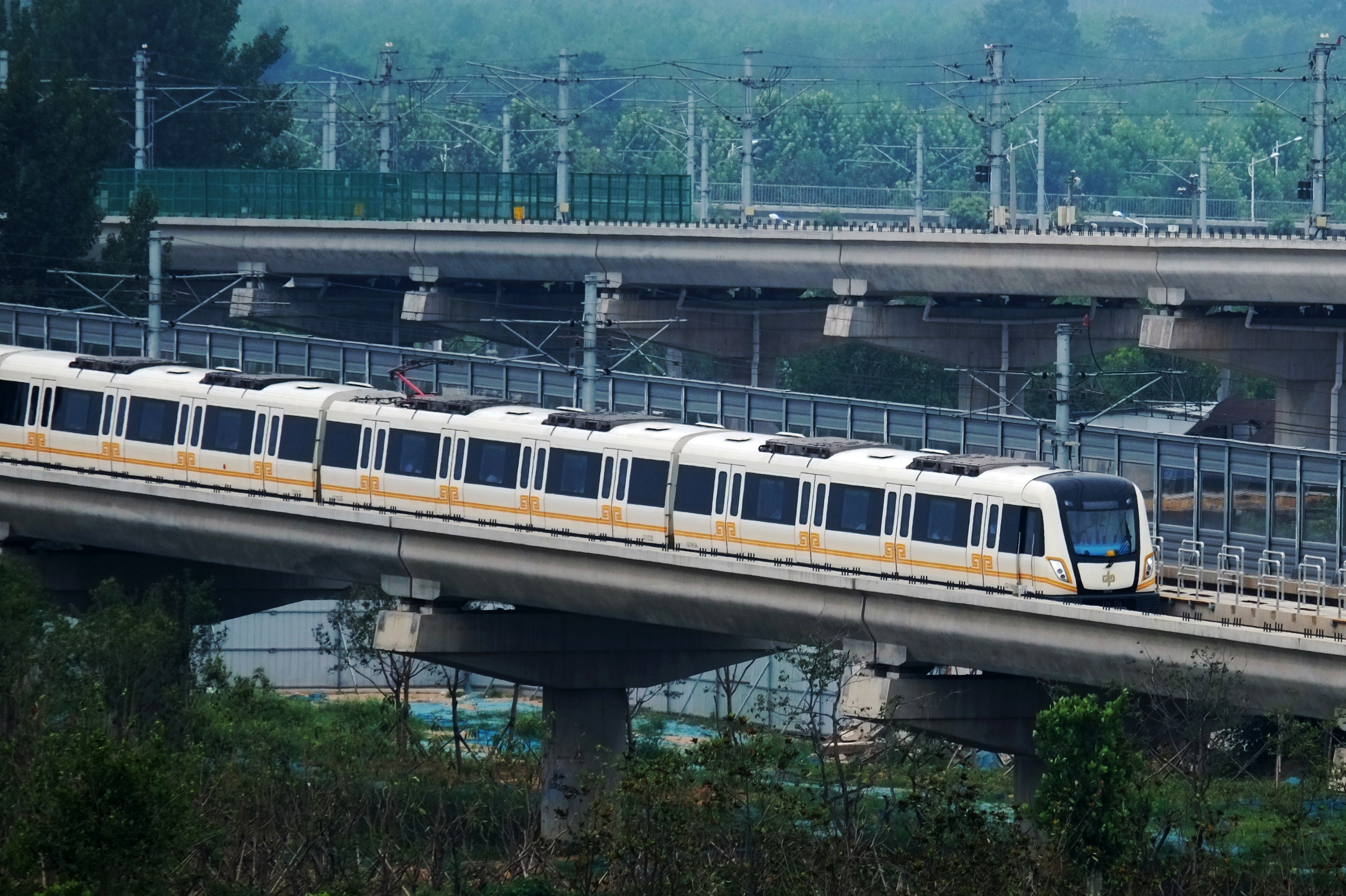
行驶在城郊线上的2号线列车

郑州地铁目前采用的车型包括A型车与B型车，供电模式均采用直流1,500V的接触网供电。

#### A型车

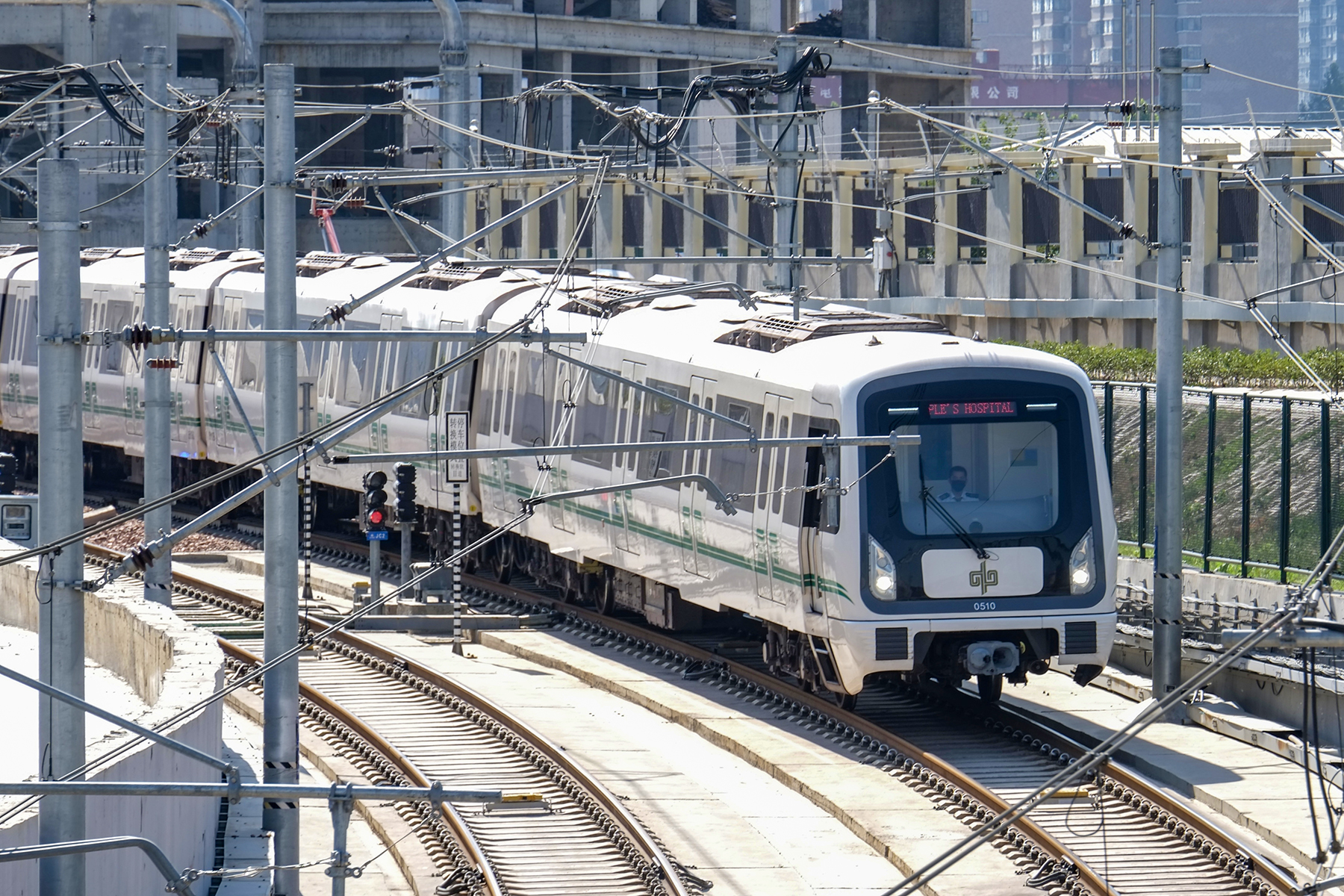
5号线使用的A型车

A型车为运力较高的车型，目前于3号线、5号线、6号线和10号线上运用，每节车厢设5对车门，单节车厢长22米，宽3米，采用4动2拖6节编组，单组车最大载客量达2,592人。5号线列车由南车株机制造，最高设计速度为80km/h，车身涂装为白色，腰部配以代表5号线的绿色饰条。3号线、6号线和10号线列车由中车四方制造。

#### B型车
B型车每节车厢共4对车门，单节车厢长19米，宽2.89米，均为4动2拖6节编组，单组车最大载客量1,886人。目前郑州地铁有4款B型车在运营中，其中3款车型在市区线路运营，分别为由南车株机制造的1号线一期及2号线列车、由中车四方制造的SFM48型（1号线增购列车）、以及SFM78型（4号线列车）。市区线使用的B型车涂装均为白色车身，腰部配以其所服务线路代表色的饰条，最高设计速度为80km/h。此外，郑州地铁还使用有中车四方SFM59型列车，于14号线和城郊线上运营。该款车造型和涂装上与市区线列车有所不同，列车车头及顶部涂装为白色，下半部分涂装则为银灰色底色配相应线路色的饰条。因这两条线定位为市域快线，该车最高设计速度达100km/h。

### 调度中心

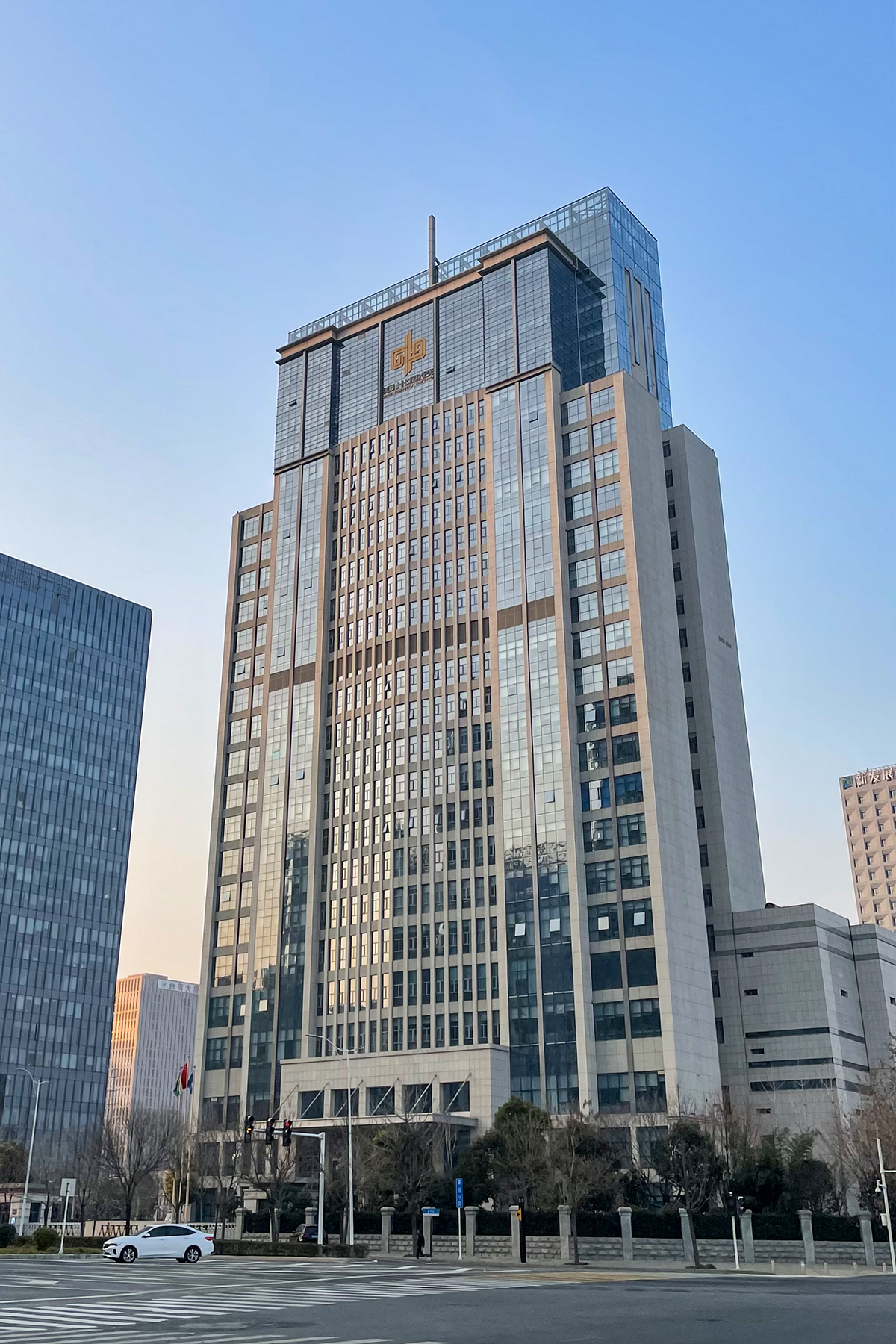
郑州轨道交通调度中心

郑州轨道交通调度中心位于郑东新区中兴南路与康宁街交叉口西北角，邻近郑州东站。主体建筑地上25层，裙房5层，地下2层，为郑州地铁目前所有运营中线路的调度中心与控制中心。郑州地铁集团总部亦设于该大厦。

## 票务

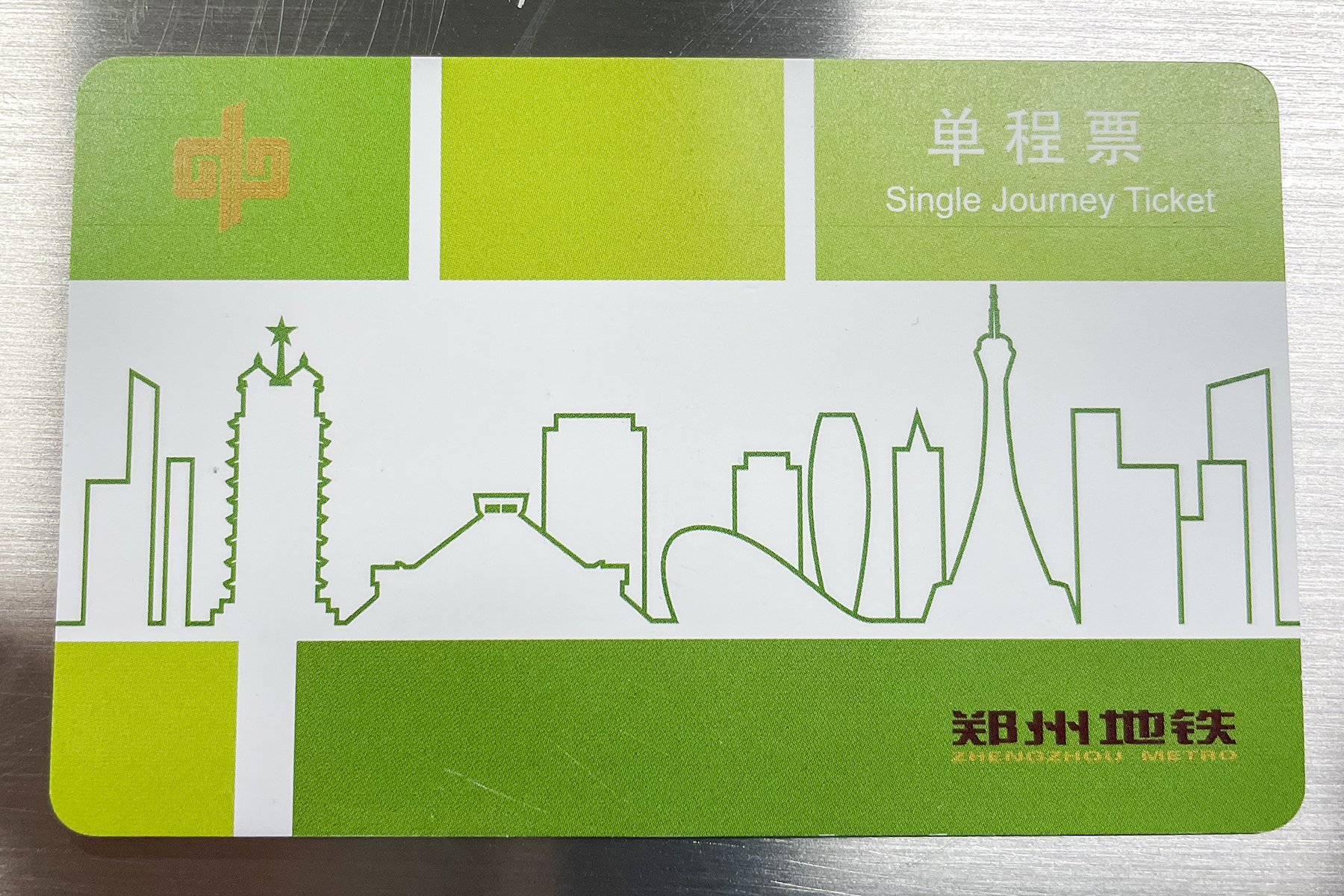
郑州地铁单程票

### 票价
目前郑州地铁的票价采用递远递减制度实行分段计价收费票制 ：
- 6公里以内（含6公里）票价2元；
- 6-13公里（含13公里）里程内递增7公里加1元；
- 13-21公里（含21公里）里程内递增8公里加1元；
- 21公里以上递增9公里加1元。

然而按照此票价规则计算，当乘车距离较长时，乘客所需支付的票价将显著提高（作为参考，当乘车里程达到70km以上时，同等距离下郑州地铁的票价甚至将高于上海地铁的）。因此郑许线开通后设置了票价上限，为12元。即票价大于12元时不再按上述规律增长，而是保持12元。
另外，郑州地铁在票价上有以下优惠政策：
- 60周岁以上有郑州市户口或居住证的老人在工作日非高峰期和节假日全天可免费乘车，每月免费限乘80次
  - 工作日高峰期指周一至周五7：00-9：00以及17：00-19：00
- 革命伤残军人、因公致残的人民警察、盲人分别凭中华人民共和国伤残军人证、中华人民共和国伤残人民警察证及盲人乘车证可免费乘坐地铁；
  - 其他残疾人乘坐地铁按照《郑州市城市轨道交通运营管理办法》规定执行
- 郑州市全日制中小学校学生凭相关证件购买相应票卡，可享受5折优惠；身高1.3米以下的儿童须由成年乘客陪同方可免费乘车

### 票种
郑州地铁单程票乘客可使用单程票、绿城通、二维码、次卡等票种进站。
- 常规单程票：为票卡形式，票面上印有二七纪念塔、中原福塔等郑州地标性建筑的轮廓[59]，于各个地铁站的自动售票机发售，适用于所有乘客。持单程票的乘客需在闸机上拍卡进站乘车，出站时将单程票插入闸机回收。购买单程票支持现金和微信、支付宝扫描二维码支付。
- 绿城通：乘客可持绿城通卡乘坐郑州地铁，并享有9.5折优惠。
- 二维码：2019年2月14日起，乘客可在手机上下载郑州地铁·商易行客户端[60]，或通过支付宝或微信中郑州地铁商易行卡的乘车码[61]，在每个车站的闸机扫码进出站，费用与单程票相同，目前郑州地铁全路网所有闸机均支持二维码扫码乘坐地铁。
- 全国交通一卡通互联互通：乘客亦可持河南省内各地市发行的轩辕通卡以及部分外省市公交卡乘坐郑州地铁，但仅有持轩辕通的乘客可享9.5折票价优惠。
- 次卡：为票卡形式，分为10次、18次、36次三种，不能充值，用完作废。

## 标识
郑州地铁标示的外观形似一个四通八达、往复运行的轨道形成的”的“中”字，“中”字代表了“中国”、“中州”、“中原”之意，因为郑州地处中原，自古有中州之称，河南又是中国一词的来源，同时也表示郑州地处华夏天地之中的位置。
“中”标志的左右两侧添加了通过运用现代艺术手法表现的殷商青铜器饕餮纹元素，既有现代轨道交通行业特性，又包含了中国之“中”的中原、中原之“中”的郑州悠久的历史文化。金黄色的颜色是母亲河黄河的代表色，也寓意黄河文明，寓意辉煌、预示收获。

## 事故与争议

### 施工事故与争议
- 2012年11月，“郑州轨道交通1号线一期土建07标段郑东新区车辆段与综合场站”工地的工人韩中超被拖欠10个月工资，在工地内讨薪时离奇死亡[64]。
- 2012年11月24日，被郑州轨道交通有限公司评定为“平安工地”的“郑州轨道交通1号线一期土建07标段郑东新区车辆段与综合场站”工地脚手架大面积坍塌，一工人重伤[65]。
- 2013年2月22日下午三时许，郑州地铁1号线桐柏路站工地西北角坍塌，造成4名工人被埋，其中2人死亡，1人重伤，另外1人无生命危险。[66]
- 2018年7月31日，郑州地铁5号线工程在区间供电专业施工过程中，部分作业人员因地下空气潮湿，空间狭小，空气流通不畅，作业工种及人员较多而导致缺氧，陆续出现身体不适症状。12名施工人员被就近送往郑州人民医院观察治疗，均无生命危险[67]。
- 2021年7月20日早上，受连日暴雨影响，12号线龙子湖西站工地发生塌方事故，所幸未造成人员伤亡[68][69]。

### 运营事故与争议

#### 2021年3月兴隆铺站水浸事件
2021年3月12日，鄭州地鐵3號線兴隆铺站因预留出入口站外泥水涌入，并迅速扩散至站厅和站台层。车站因不具备乘降条件临时关闭，兴隆铺站上下行列车不停站通过，其他车站正常运营。经相关部门初步调查，系站外市政水管道漏水，通过4号预留口涌入车站内。3月13日早6时，3号线兴隆铺站已恢复正常运营秩序。

#### 2021年7月郑州地铁5号线内涝事故
2021年7月17日开始，河南省出现特大暴雨。7月20日，郑州市遭遇强降雨，市区严重内涝，郑州地铁多个站点遭大水漫灌，积水严重，多个受影响车站在白天先后停止服务；接近傍晚时分，雨势突然增强，郑州市16-17时一小时内的降雨量达到201.9毫米，突破历史记录，远超国家气象中心划定的“24小时降雨量超过200毫米”特大暴雨级别，导致部分车站及隧道进水。5号线五龙口停车场及其周边区域出现严重积水。根據環球網的報導，當時五龍口停車場内的水深几乎快到2米。18时左右，积水冲垮出入场线挡水墙进入5号线海灘寺站和沙口路站之间的行车隧道，导致一列编号0501的列车被困隧道内并进水，车内水位最高达到乘客脖子位置。郑州地铁在18时10分宣布全线网车站暂停运营服务。當時被困地鐵列车裡還有幼童，因為身高不夠被大家輪流舉着保命，場面令人揪心；车内氧气稀薄，部分人出现头晕、呕吐等症状。事故发生的隧道段横穿郑州北站，地势本就比周围低，加上极端强降雨，最终导致地铁方面的防汛和应急准备部分失效，列车不得不未到站停车。而按照一般的地铁设计，两个站台之间的隧道，呈两头高中间低的走势，在洪水中更加重了灾害程度，以及救助难度。滞留车内的乘客在被困数小时后陆续获救离开车厢，共500余名乘客被疏散，但仍有部分乘客失联。截至7月27日，事故已造成14人死亡、5人受伤。7月21日上午，鄭州地鐵官方網站已變為黑白色。
中华人民共和国交通运输部於2021年7月21日印發緊急通知，要求軌道交通运营单位充分汲取近期发生的雨水倒灌事件教训，进一步调整完善应急预案，对超设计暴雨强度等非常规情况下采取停运列车，疏散乘客，关闭车站等应急措施。同时，做好与气象部门的沟通对接，加强对洪涝、气象灾害等信息的收集。交通部特别强调，当发生淹水倒灌等突发事件时，不具备安全运行条件的，应坚决停运。
暴雨及事故导致郑州地铁全线网停运，不少车站及隧道遭水浸，需进行排水作业，大量设备需维修或更换。至2021年8月19日，1号线、2号线、3号线、4号线、5号线及城郊线已实现或恢复空载运行。截至8月27日，1号线、2号线一期、3号线和城郊线通过恢复运营专项安全评估，2号线二期、4号线和5号线的评估正在进行。9月12日，郑州地铁1号线、2号线一期（刘庄站至南四环站）、城郊线恢复载客运营；9月15日，2号线二期（贾河站至刘庄站）、3号线、4号线、5号线恢复载客运营；14号线一期因设备更换等原因，暂不具备恢复运营条件，于2022年8月29日恢复运营。

## 備註
1. ↑  該段引述臺灣TVBS新聞網站內容從某大V手機截圖文字「表弟被困2号线三个小时了，半小时前打电话，水已经淹到胸口（他一米八三），在水里泡着感觉身体很不舒服，地铁里面还有小孩儿，大家轮流举着，太揪心了，他还叮嘱我说不要告诉他爸妈，心里更难受了（转发)」。根據網路流傳影片，全高式月台門上標線判斷，2號線与3号线亦有车站进水，但并未出现水困列车并淹至胸口的情况，“被困2号线”的表述应为口误